# 학성 정씨
학성 정씨(鶴城鄭氏)는 울산광역시를 본관으로 하는 한국의 성씨이다. 시조 정송(鄭松)은 초계 정씨의 시조인 정배걸(鄭倍傑)의 손자로, 고려에서 시중(侍中)을 지냈다.

## 참고 자료
- “학성정씨(鶴城鄭氏)”. 뿌리를 찾아서.[깨진 링크(과거 내용 찾기)]